# Магдалинівський район
Магдали́нівський райо́н — колишній район України, що був розташований на півночі Дніпропетровської області. Адміністративний центр — селище міського типу Магдалинівка. Населення становило ▼ 33 595 (на 1.04.2016).
З 2020 року у складі Самарівського району.

## Географія
Територія району становить 160 тис. гектарів, з яких 138 236,2 га — сільгоспугіддя, 123 488,3 га — рілля, 1061,2 га — ставки, 1033,0 га — озера, 2500,0 га — ліси.
Район розташований на півночі Дніпропетровської області. На сході він межує з Новомосковським, на півдні — з Дніпровським, на заході — з Царичанським та Петриківським районами Дніпропетровської області. На півночі по річці Оріль — з Полтавською областю, а на північному сході — з Харківщиною. До кордону з Російською Федерацією в напрямку м. Бєлгорода — 300 км.
У північній частині району протікає притока Дніпра — Оріль — одна з найчистіших річок Європи. Менш повноводні артерії — Кільчень, Чаплинка, Заплавка. Із заходу на схід район перетинає канал Дніпро — Донбас.
Гарний чорнозем дає високі врожаї зернових культур, надра — великі запаси газу, є нафта: в річках — риба, в заплавах — величезна кількість диких качок та гусей, у лісі — багато дичини — від зайця до лося. У лісовому масиві села Степанівка, площа якого становить 623,8 га, є заповідник. Район називають[хто?] перлиною Дніпропетровщини.
Середня висота в районі становить приблизно 102,2 м. Найвища точка району знаходиться поблизу села Мар'євка і становить 156 м.

## Історія
Магдалинівський район заснований у 1925 році. У 1958 році до нього було приєднано частину колишнього Котовського району. У 1962 році район був розформований, частина його відійшла до Царичанського, а частина — до Новомосковського району. З 1965 року район знову повернувся у свої межі.
З 2020 року Магдалинівський район увійшов до Новомосковського району.

## Адміністративний устрій
Район адміністративно-територіально на 1 селищну раду та 21 сільську раду, які об'єднують 59 населених пунктів та підпорядковані Магдалинівській районній раді. Адміністративний центр — смт Магдалинівка.

### Поселення

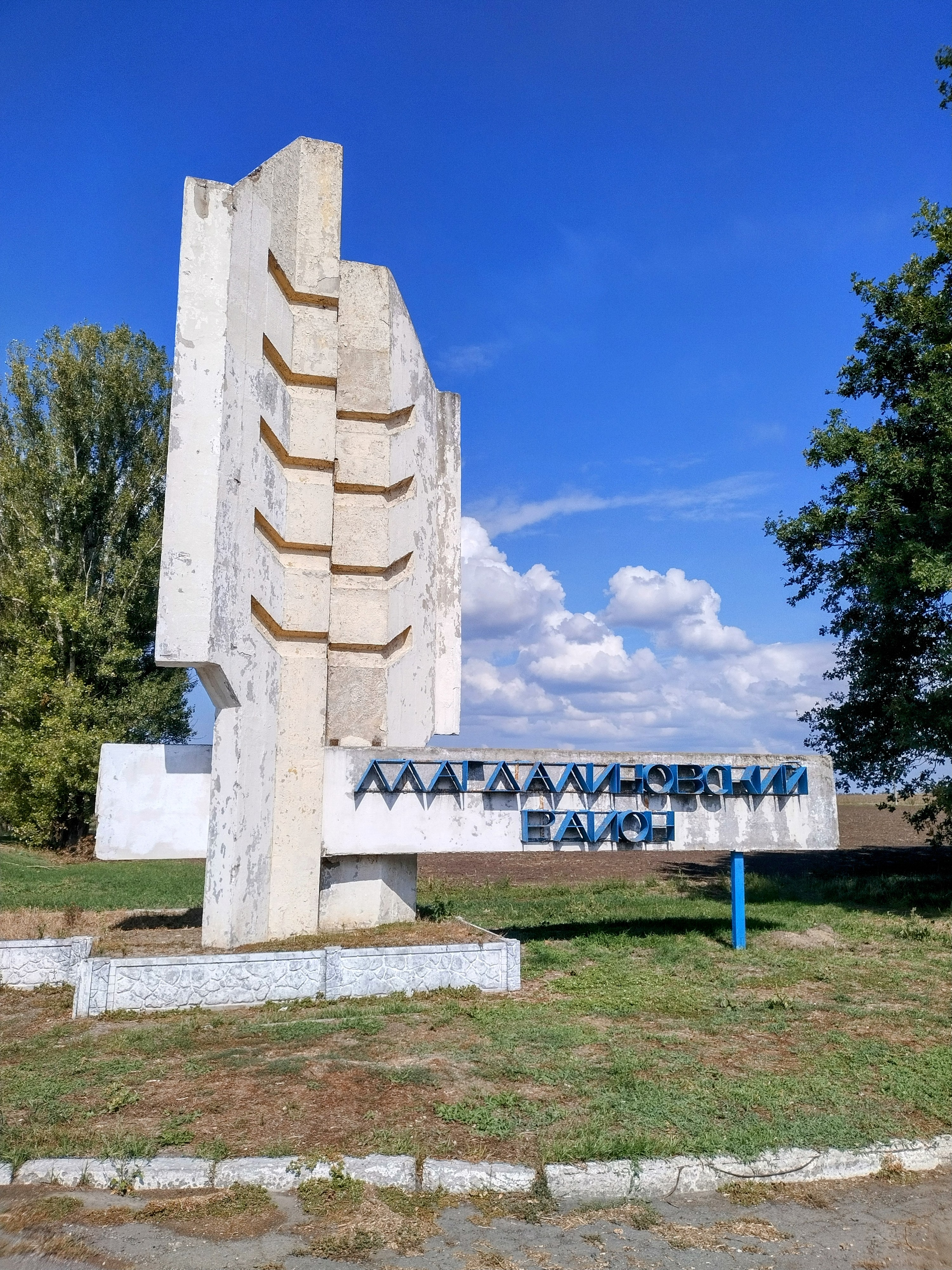
Стела на межі Магдалинівського району

| Поселення          | 1886 рік | 1989 рік | 2001 рік |
| ------------------ | -------- | -------- | -------- |
| 5000-9999          |          |          |          |
| Магдалинівка       | 604      | 7000     | 6493     |
| 2000-4999          |          |          |          |
| Личкове            | 1535     | 3000     | 2822     |
| Котовка            | 3030     | 2900     | 2689     |
| 1000-1999          |          |          |          |
| Оленівка           | 592      | 1200     | 1427     |
| Гупалівка          | 3058     | 1700     | 1347     |
| Дмухайлівка        | 3311     | 1500     | 1367     |
| Поливанівка        |          | 1400     | 1338     |
| Жданівка           | 579      | 1300     | 1191     |
| Казначеївка        |          | 1000     | 1107     |
| Чернеччина         | 3224     | 1200     | 1077     |
| 500-999            |          |          |          |
| Топчине            | 826      | 1000     | 960      |
| Почино-Софіївка    | 322      | 900      | 931      |
| Приорільське       |          | 1200     | 935      |
| Новопетрівка       |          | 880      | 855      |
| Бузівка            | 431      | 1200     | 852      |
| Першотравенка      |          | 1000     | 813      |
| Ковпаківка         | 972      | 900      | 809      |
| Очеретувате        | 352      | 830      | 758      |
| Заплавка           |          | 700      | 616      |
| Мар'ївка           |          | 590      | 605      |
| Шевське            | 691      | 650      | 573      |
| Тарасо-Шевченківка | —        | —        | 499      |

### Колишні поселення
Село Іванівка Поливанівської сільради в Магдалинівському районі 16 жовтня 1998 року знято з обліку.

## Економіка
У сільському господарстві району функціонують 342 агроформування, 30 товариств, 3 сільгоспкооперативи, 12 приватних підприємств, 2 державних підприємства, 292 фермерських господарств. Основний напрямок господарювання агроформувань — вирощування зернових та соняшнику. Тваринництвом займаються 13 сільськогосподарських підприємств. Основна тваринницька галузь — вирощування свиней.

## Транспорт
Магдалинівський район розташований між двох транспортних коридорів, відтак не має важливих транспортних комунікацій.
Автошляхи: Т 0410, Т 0412, Т 0413 та Т 0414.
Східним краєм району заходить лінія Красноград — Новомосковськ-Дніпровський. Одна залізнична станція Бузівка. Зупинні пункти: 112 км, 118 км та 122 км.

## Населення
Розподіл населення за віком та статтю (2001)
| Стать | Всього | До 15 років | 15-24 | 25-44 | 45-64 | 65-85 | Понад 85 |
| --- | ------ | ----------- | ----- | ----- | ----- | ----- | -------- |
| Чоловіки | 17 256 | 3601        | 2315  | 5026  | 4241  | 1997  | 76       |
| Жінки | 20 346 | 3530        | 2156  | 5129  | 5060  | 3953  | 518      |
| \| Статево-вікова піраміда \| Статево-вікова піраміда \| Статево-вікова піраміда \| \| ----------------------- \| ----------------------- \| ----------------------- \| \| Чоловіки \| Вік \| Жінки \| \| 76 \| 85 + \| 518 \| \| 137 \| 80-84 \| 573 \| \| 398 \| 75-79 \| 1140 \| \| 787 \| 70-74 \| 1303 \| \| 675 \| 65-69 \| 937 \| \| 1334 \| 60-64 \| 1881 \| \| 705 \| 55-59 \| 883 \| \| 1075 \| 50-54 \| 1159 \| \| 1127 \| 45-49 \| 1137 \| \| 1363 \| 40-44 \| 1305 \| \| 1323 \| 35-39 \| 1352 \| \| 1208 \| 30-34 \| 1272 \| \| 1132 \| 25-29 \| 1200 \| \| 1019 \| 20-24 \| 1004 \| \| 1296 \| 15-20 \| 1152 \| \| 1520 \| 10-14 \| 1530 \| \| 1160 \| 5-9 \| 1112 \| \| 921 \| 0-4 \| 888 \| |        |             |       |       |       |       |          |
| Статево-вікова піраміда |        |             |       |       |       |       |          |
| Чоловіки | Вік    | Жінки       |       |       |       |       |          |
| 76 | 85 +   | 518         |       |       |       |       |          |
| 137 | 80-84  | 573         |       |       |       |       |          |
| 398 | 75-79  | 1140        |       |       |       |       |          |
| 787 | 70-74  | 1303        |       |       |       |       |          |
| 675 | 65-69  | 937         |       |       |       |       |          |
| 1334 | 60-64  | 1881        |       |       |       |       |          |
| 705 | 55-59  | 883         |       |       |       |       |          |
| 1075 | 50-54  | 1159        |       |       |       |       |          |
| 1127 | 45-49  | 1137        |       |       |       |       |          |
| 1363 | 40-44  | 1305        |       |       |       |       |          |
| 1323 | 35-39  | 1352        |       |       |       |       |          |
| 1208 | 30-34  | 1272        |       |       |       |       |          |
| 1132 | 25-29  | 1200        |       |       |       |       |          |
| 1019 | 20-24  | 1004        |       |       |       |       |          |
| 1296 | 15-20  | 1152        |       |       |       |       |          |
| 1520 | 10-14  | 1530        |       |       |       |       |          |
| 1160 | 5-9    | 1112        |       |       |       |       |          |
| 921 | 0-4    | 888         |       |       |       |       |          |

## Політика
25 травня 2014 року відбулися Президентські вибори України. У межах Магдалинівського району були створені 33 виборчі дільниці. Явка на виборах складала — 57,65% (проголосували 14 766 із 25 613 виборців). Найбільшу кількість голосів отримав Петро Порошенко — 40,15% (5 929 виборців); Сергій Тігіпко — 12,45% (1 838 виборців), Олег Ляшко — 8,16% (1 205 виборців), Анатолій Гриценко — 7,63% (1 126 виборців), Михайло Добкін — 5,99% (885 виборців). Решта кандидатів набрали меншу кількість голосів. Кількість недійсних або зіпсованих бюлетенів — 2,39%.